# Sri Lanka Ranjana
Sri Lanka Ranjana (syng. ශ්‍රී ලංකා රන්ජන) – cywilne odznaczenie państwowe Sri Lanki przyznawane obcokrajowcom, za "wybitną służbę o bardzo zasłużonym charakterze".

## Laureaci
2005 r.
- Baik Sung-hak
- Evert Jongens
- Geoffrey Dobbs
- Monica De Decker-Deprez
- Raja Tridiv Roy
- Robert Woods
- Romesh Gunesekera
- Sung Woan-jong
- Tadashi Noguchi
- Wang Shihong
- Wolfgang Stange

2017 r.
- Sarath Gunapala
- Siddhartha Kaul